# Ударник (Свердловская область)
Уда́рник — посёлок в Невьянском районе Свердловской области России. Входит в Невьянский муниципальный округ.

## География
Посёлок Ударник расположен на левом берегу реки Ближней Быньги, в лесистой местности. Посёлок находится в четырёх километрах по прямой и в шести километрах по дороге к северу от районного центра — города Невьянска. В трёх километрах к востоку от посёлка расположено большое село Быньги. Из города и села до посёлка Ударник ведут дороги.

## Население
| 2002 | 2010 | 2021 |
| ---- | ---- | ---- |
| 148  | ↘143 | ↘101 |

По данным Всероссийской переписи населения 2002 года, русские составляли 76 % от общего числа жителей посёлка.

## Инфраструктура
В посёлке есть клуб, фельдшерский пункт, почта и магазин.
До посёлка можно добраться на проходящем автобусе из Невьянска.